# ليري (كيبك)
ليري (بالإنجليزية: Léry, Quebec)‏ هي بلدية محلية في كيبيك تقع في كندا في بلدية مقاطعة روسيون الإقليمية. يقدر عدد سكانها بـ 2,307 نسمة ومساحتها 10.20 كم2 .